# 菲昂
菲昂（法語：Fuans，法語發音：[fɥɑ̃]）是法国杜省的一个市镇，位于该省东部，属于蓬塔利耶区。

## 地理
菲昂（47°7'48"N, 6°34'17"E）面积11.1 平方千米，位于法国勃艮第-弗朗什-孔泰大區杜省，该省份为法国东部内陆省份，北起上索恩省，西接汝拉省，东部及东南部与瑞士接壤，东北部与贝尔福地区省接壤。
与菲昂接壤的市镇（或旧市镇、城区）包括：吉扬韦讷、富尔内-吕桑。

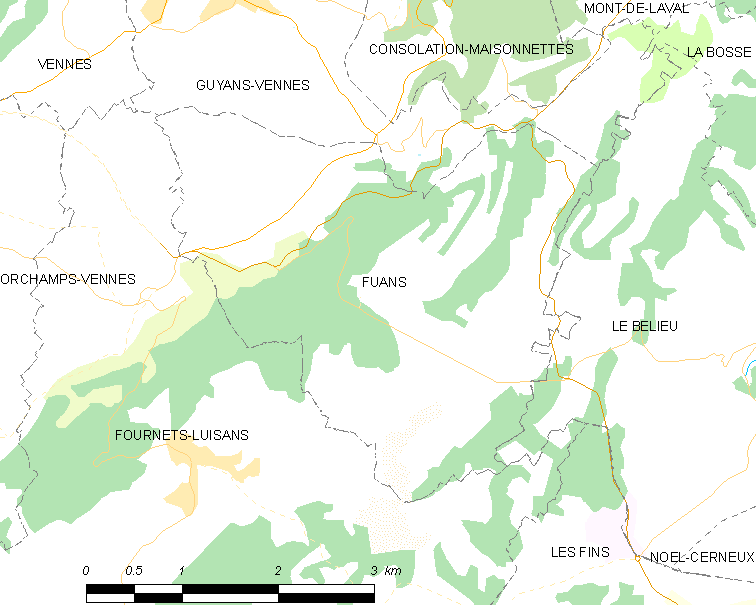
菲昂的OSM定位图

菲昂的时区为UTC+01:00、UTC+02:00（夏令时）。

## 行政
菲昂的邮政编码为25390，INSEE市镇编码为25262。

## 政治
菲昂所属的省级选区为瓦尔达翁县。

## 人口

1962-2008年间菲昂人口变化图示

菲昂于2022年1月1日时的人口数量为472人。